# Municipio de Haven (Kansas)
El municipio de Haven (en inglés: Haven Township) es un municipio ubicado en el condado de Reno en el estado estadounidense de Kansas. En el año 2010 tenía una población de 1649 habitantes y una densidad poblacional de 11,48 personas por km².

## Geografía
El municipio de Haven se encuentra ubicado en las coordenadas 37°53′23″N 97°47′4″O / 37.88972, -97.78444. Según la Oficina del Censo de los Estados Unidos, el municipio tiene una superficie total de 143.64 km², de la cual 143,03 km² corresponden a tierra firme y (0,43 %) 0,61 km² es agua.

## Demografía
Según el censo de 2010, había 1649 personas residiendo en el municipio de Haven. La densidad de población era de 11,48 hab./km². De los 1649 habitantes, el municipio de Haven estaba compuesto por el 95,27 % blancos, el 0,61 % eran afroamericanos, el 1,27 % eran amerindios, el 0,18 % eran asiáticos, el 0,61 % eran de otras razas y el 2,06 % eran de una mezcla de razas. Del total de la población el 2,49 % eran hispanos o latinos de cualquier raza.